# 坎内罗城堡岛

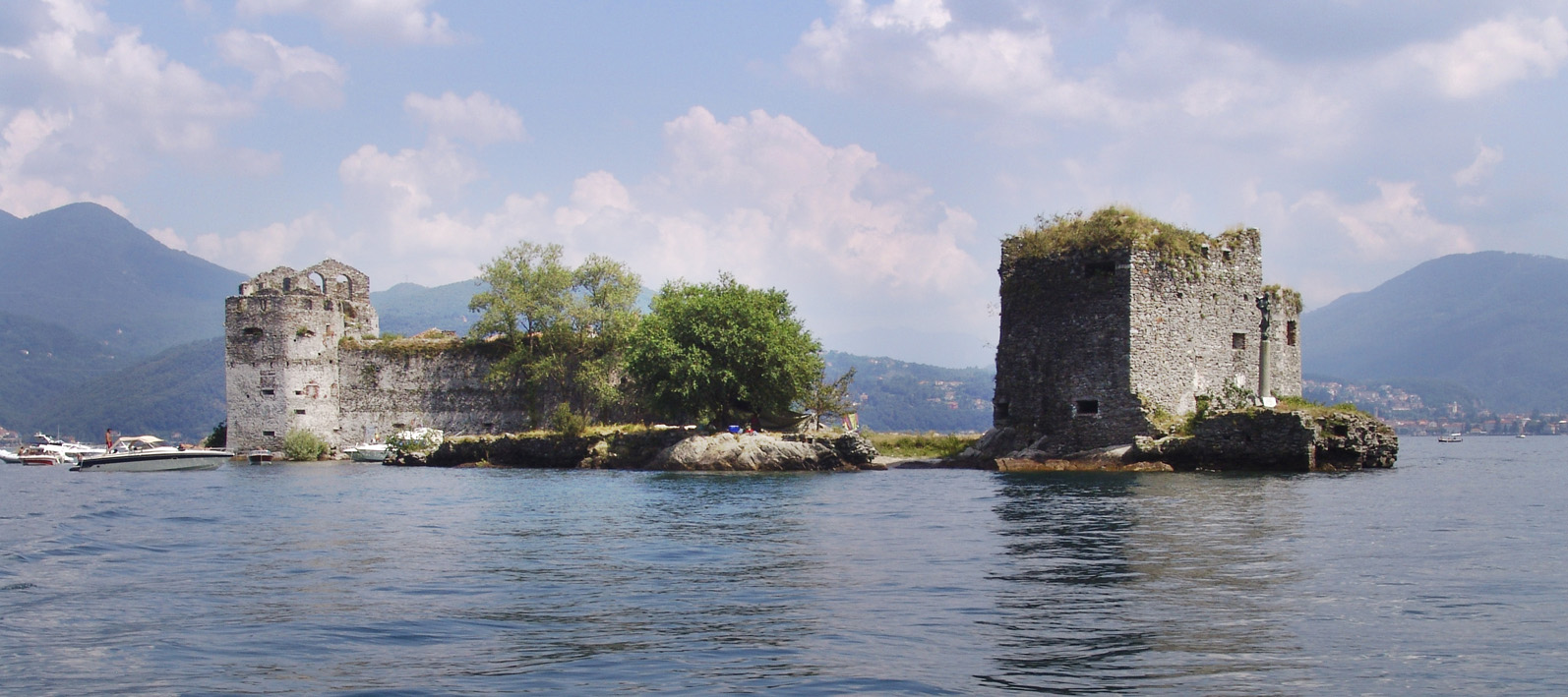
坎内罗城堡岛

坎内罗城堡岛（Castelli di Cannero）是意大利北部马焦雷湖的三个岩石小岛。它们位于坎内罗里维埃拉的湖岸，在行政上属于韦尔巴诺-库西亚-奥索拉省的坎诺比奥。它们得名于岛上已被破坏的古代工事。，由由卢多维科·博罗梅埃建于1519-1521年。 
岛上的城堡废墟已经摇摇欲坠，很不安全，无法造访，但从岸上或从船上看去仍然引人侧目。